# Tomasz Orłowski
Pour les articles homonymes, voir Orlowski.
Tomasz Hubert Orłowski, né le 1er août 1956  à Łódź, est un diplomate de carrière polonais. Il a notamment été ambassadeur de Pologne à Paris de 2007 à 2014. Brièvement sous-secrétaire d'État à la Coopération et au Développement de septembre à novembre 2014, il devient ambassadeur de Pologne en Italie et à Saint-Marin en 2015.

## Formation et carrière universitaire
Tomasz Orłowski fait des études de philosophie et d'histoire à l'université de Łódź, et d'archéologie à l'université Nicolas-Copernic de Toruń. Il obtient un DEA de troisième cycle en histoire à l'université de Poitiers. Il effectue des stages au Salzburg Global Seminar (en) de Salzbourg et à l'Institut des hautes études de défense nationale à Paris.
Dans les années 1980, après avoir travaillé au musée historique de la ville de Łódź (pl), il devient assistant puis maître-assistant à l'université de Wrocław. Il est ensuite maître de conférences en relations internationales à l'université de Wrocław, à l'Académie diplomatique (pl) et à l'École nationale d'administration publique. Il est l'auteur de diverses publications, dont un manuel sur le protocole diplomatique Protokół Dyplomatyczny. Ceremoniał i Etykieta (Protocole diplomatique. Cérémonial et Étiquette) (2010)  (ISBN 978-83-89607-98-0).

## Carrière diplomatique
Tomasz Orłowski entre dans la carrière diplomatique après la fin du communisme, nommé premier secrétaire puis conseiller à l'ambassade de Pologne en France. il est ensuite, directeur adjoint du Département Europe, puis ministre-conseiller et ministre plénipotentiaire à l'ambassade de Pologne à Rome.
Il exerce successivement les fonctions de secrétaire général du Comité polonais pour l'UNESCO, de directeur adjoint du Département du Système des Nations unies et des problèmes de mondialisation à l'administration centrale du ministère. En 2005, il est titularisé comme ambassadeur de Pologne et nommé directeur du protocole diplomatique du ministère polonais des Affaires étrangères. De 2007 à 2014, il est ambassadeur de Pologne à Paris, accrédité en France et en Principauté de Monaco.
En avril 2010, son successeur comme directeur du protocole diplomatique Mariusz Kazana (pl) étant parmi les 96 victimes de la catastrophe aérienne de Smolensk, c'est lui qui prend la direction des cérémonies des obsèques nationales du président Lech Kaczyński et de son épouse au château du Wawel de Cracovie. Quelques semaines plus tard (août 2010), il est chargé d'organiser la cérémonie d'investiture du nouveau président Bronisław Komorowski.
Le 29 juin 2010, il publie de concert avec Alexandre Orlov, ambassadeur de Russie en France, une tribune dans Le Monde appelant à la réconciliation russo-polonaise, après les gestes échangés entre Donald Tusk et Vladimir Poutine à la suite de la mort accidentelle du président Kaczyński.
Après sept ans comme ambassadeur à Paris, il est nommé en septembre 2014 sous-secrétaire d'État auprès du ministre des Affaires étrangères, chargé de la coopération au développement, des Polonais de l'étranger (Polonia) et de la politique orientale et asiatique. Ambassadeur de Pologne en Italie et République de Saint-Marin depuis 2015. Élu correspondant de l’Académie des sciences morales et politiques où il succède à Jacques Parizeau le 10 octobre 2016
Rappelé de Rome, intégra Académie Diplomatique du Ministère des Affaires Etrangères à Varsovie en décembre 2017. Mis à la retraite le 1 octobre 2021. Professeur des relations internationales et diplomatie à Académie Andrzej Frycz Modrzewski de Cracovie et Paris School of International Affairs Sciences Po Paris. Membre du conseil d'administration de l'Institut Jacques Delors depuis 2024.
Désigné comme ambassadeur de la République de Pologne auprès du Royaume du Maroc avec accréditation simultanée en République islamique de Mauritanie, il a reçu le 16 octobre 2024 l'avis positif de la commission des affaires étrangères de la Diète polonaise.

## Distinctions
- Médaille de bronze Gloria Artis (Pologne)
- Médaille d'or du mérite pour la défense de la patrie (pl) (Pologne)
- Grand officier de l'ordre du Mérite (Portugal)
- Grand officier de l'ordre du Mérite de la République fédérale d'Allemagne
- Grand officier de l'ordre pro Merito Melitensi (ordre souverain de Malte)
- Commandeur de l'ordre de la Légion d'honneur (2012, France)[5]
- Commandeur de l'ordre du Mérite de la République italienne (1997, Italie)
- Grand officier de l'ordre de l'Étoile de la solidarité italienne (2006, Italie)
- Commandeur de l'ordre des Trois Étoiles (Lettonie)
- Commandeur de l'ordre de Saint-Charles (2012, Monaco)
- Officier de l'ordre national du Mérite (France)
- Grand officier de l'ordre national du Mérite (2014, France)
- Officier de l'ordre des Arts et des Lettres (2022, France)[6]

## Vie privée
Tomasz Orłowski est marié et a deux filles. Il a pour frère cadet l'économiste polonais réputé Witold Orłowski (pl).

## Anecdotes
Tomasz Orłowski a dirigé une série « Guide du Savoir-Vivre » de la diplomatie polonaise sur le site YouTube.